# Карла Нортън
Карла Нортън (на английски: Carla Norton) е американска писателка на бестселъри в жанра трилър.

## Биография и творчество
Карла Женойс Нортън е родена на 7 май 1954 г. в Рединг, Калифорния, САЩ. Получава бакалавърска степен по изкуства от Реймънд Колидж. Посещава курсове по журналистика и творческо писане. След дипломирането си заминава за Токио, където работи за „McCall's“ и като асоцииран редактор за японското издание на „Readers' digest“.
В Токио чете за шокиращата история за сексуалното поробване за 7 години на 20-годишната Колийн Стан. Връща се в Калифорния и прави задълбочени проучвания между репортери и скици на художници. През 1988 г. е издадена документалната ѝ книга „Perfect Victim“ (Перфектната жертва) в съавтоство с прокурорката Кристин Макгуайър. Книгата става бестселър на „Ню Йорк Таймс“ и е включен в списъка за четене на ФБР в отдела по поведенчески науки.
Следващата ѝ документална книга „Disturbed Ground“ (Разрушена земя) от 1994 г. разглежда историята на Доротея Пуенте, която като хазайка в Сакраменто убива девет души и ги заравя в градината си. За двете книги интервюира разнообразни личности и свидетели, изучава сложни правни, психологически и токсикологични въпроси.
В следващите години публикува статии във вестници и списания, работи като редактор за „Mercury News“ в Сан Хосе. Живяла е в Сан Франциско, Ню Йорк, Лос Анджелис и Сиатъл.
През 2007 г. отива в колежа „Годард“ във Върмонт, и през 2009 г. получава магистърска степен по творческото писане. През следващата година започва да пише първия си ръкопис.
През 2013 г. е публикуван първият ѝ трилър „На ръба на нормалното“ от поредицата „Рийв Леклер“. Главаната героиня, 22-годишната Рийв по чудо се спасява от години на плен от безпощаден психопат, но кошмарите и страхът остават постоянни нейни спътници. Когато нейният психотерапевт я моли да се срещне с друго момиче, спасено от плен, тя отново поставена със садистичен хищник, и трябва да се спасява с тялото и разума си.
Два пъти е била в съдийската комисия за наградите „Едгар“.
Карла Нортън живее със семейството си в Сателит Бийч, Флорида.

## Произведения

### Серия „Рийв Леклер“ (Reeve LeClaire)
1. The Edge of Normal (2013) – награда „Роял Палм“
На ръба на нормалното, изд.: „Сиела“, София (2014), прев. Юлия Бучкова
2. What Doesn't Kill Her (2015) – издаден и като „Hunted“, награда „FAPA“ и „Нанси Пърл“

### Новели
- Fingers (2010)

### Документалистика
- Perfect Victim (1988) – с Кристин Макгуайър
- Disturbed Ground (1994)

### Екранизации
- The Edge of Normal – в разработка